# Impianto d'avviamento

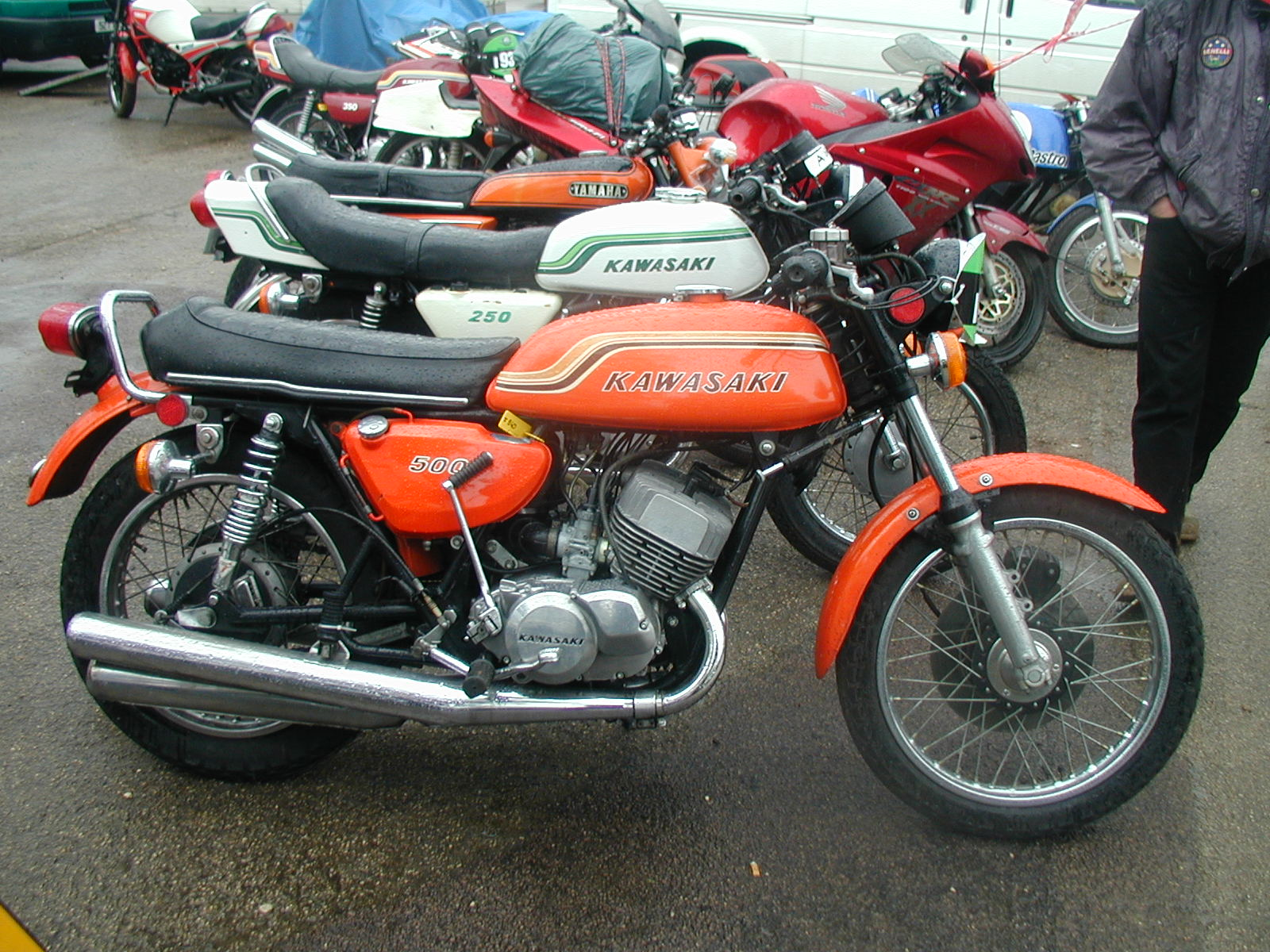
Moto con avviamento a pedale

Nei motori endotermici l'impianto di avviamento è l'insieme di organi meccanici deputati all'avviamento del motore stesso.
Spesso confuso con l'impianto di accensione, questo tuttavia ha ruoli completamente diversi. Nonostante ciò i due impianti funzionano accoppiati tra loro e assieme all'impianto di alimentazione e a quello di distribuzione consentono avvio, accensione e funzionamento del motore a regime.

## Storia

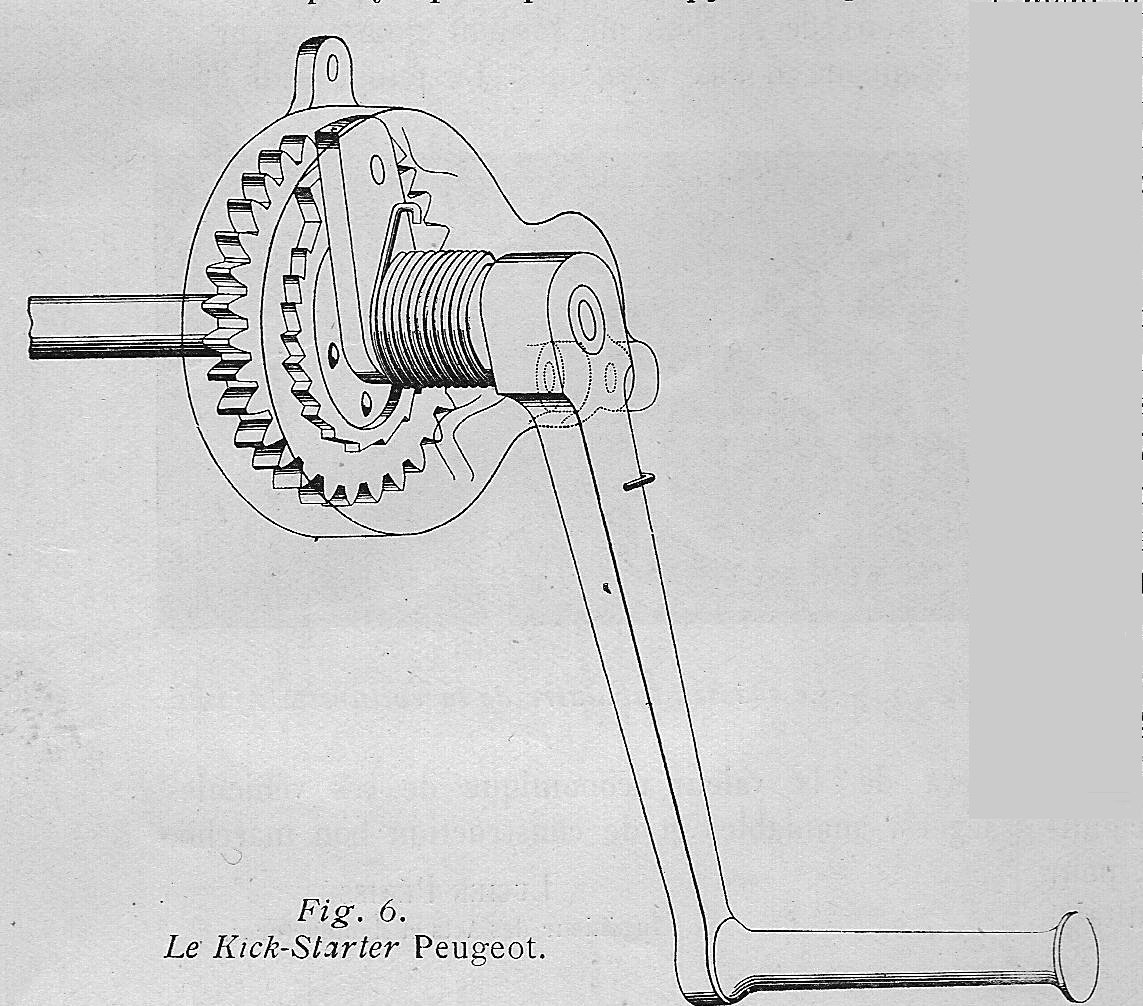
Sistema a pedale della Peugeot del 1920

La prima autovettura dotata di sistema di avviamento automatico risulta essere la Triumph model A 30 Hp del 1907, prodotta dalla Triumph Motor Car Company di Chicago. Il sistema adottato funzionava attraverso i gas di scarico che venivano immagazzinati alla pressione di 8,8 atm, in un serbatoio posto sotto il sedile del conducente, e reimessi a comando nei cilindri, causando l'avviamento del motore.
La prima automobile dotata di avviamento elettrico risale al 1912 ad opera della Cadillac e del suo inventore Charles F. Kettering, in seguito diventato presidente della GM. 
Le prime moto sono state dotate di un sistema che utilizzava i pedali o che più raramente utilizzava dei sistemi a corda, poi poco prima del 1920 e fino alla fine del 1960, il sistema a pedale è stato il modo preferito per l'avvio dei motocicli.
Alla fine del 1960, ha cominciato a generalizzare l'avviamento elettrico, che prima veniva proposto insieme con il sistema a pedale sullo stesso veicolo, ma poi l'hanno completamente sostituito, attualmente l'avviamento a pedale si trova principalmente su veicoli economici, tutto terreno o di piccola cilindrata ad elevate prestazioni, come le moto da cross.
In Francia, la legge che richiedeva la presenza di pedali sui ciclomotori ha fatto sì che questi veicoli l'avvio del mezzo deve avvenire tramite l'utilizzo dei pedali, che possono essere utilizzati anche per l'utilizzo del mezzo come una normale bicicletta.

## Caratteristiche
In particolare l'impianto di avviamento deve vincere l'inerzia iniziale dovuta alle forze di attrito interne al motore e mettere in movimento l'albero a gomiti e di conseguenza tutti gli altri componenti a esso collegati (biella e pistone, albero a camme ecc.).

## Tipi d'impianti

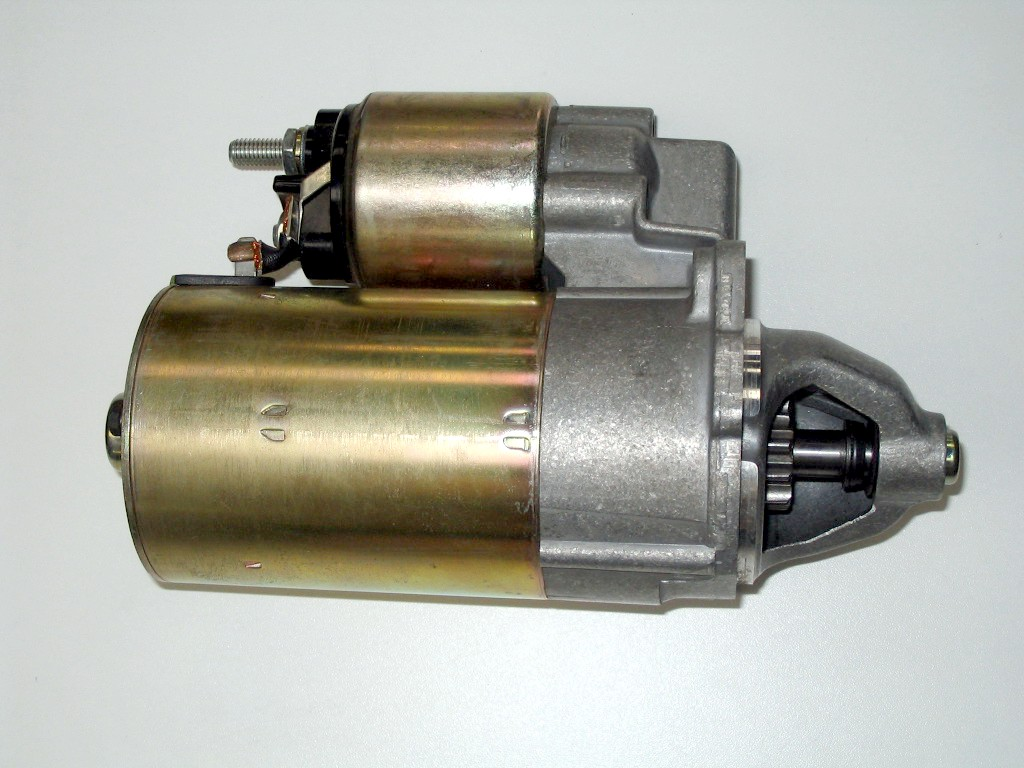
Sistema elettrico di un'autovettura

Gli impianti d'avviamento possono essere di vario tipo:
- Elettrici, utilizza un motorino elettrico (il classico motorino di avviamento), che entra in funzione solo per alcuni secondi, successivamente il motore inizia a funzionare normalmente (al minimo) ed è esso a mantenere in movimento i componenti, senza l'ausilio dell'impianto d'avviamento.
Inoltre quest'impianto può essere munito di relè anti-ripetizione (centralina d'avviamento) che governa il teleruttore di potenza del motorino d'avviamento ed evita che un'azione errata ed accidentale possa portare ad un azionamento del sistema con il motore avviato.
- Meccanici, essi sono dei sistemi azionati dal pilota/guidatore, che permettono l'avvio del motore.
  - Leva, questo sistema veniva utilizzato sulle prime autovettura, utilizzando una leva estraibile, la quale veniva applicata al sistema solo in caso di necessità.
  - A corda/A strappo, è un sistema che inizialmente utilizza una corda che deve essere avvolta su una puleggia e che deve essere tirata dal conducente, alla fine del tiro la corda si sfila e il motore riesce a girare al minimo, mentre nei sistemi successivi si utilizza una corda che rimane collegata al mezzo e che si autoriavvolge, inoltre questo sistema si collega all'albero motore solo quando viene azionato.
  - Pedale/Kickstart, è un sistema basato sull'utilizzo di un pedale, generalmente a forma di "L", il quale nel caso delle motociclette, agisce sulla campana della frizione ed aziona il motore
    - Pedali/Kickstarts, è un sistema basato sull'utilizzo di una coppia di pedali paragonabile a quello delle biciclette, che viene utilizzato sui ciclomotori, come il Piaggio Ciao

## Peculiarità dei vari sistemi
I vari sistemi meccanici hanno vari vantaggi e svantaggi rispetto al sistema elettrico:
- I sistemi meccanici sono a rischio di contraccolpo del sistema, dovuto a una rotazione contraria del motore, cosa che si verifica con i motori di grande cilindrata e ad elevata compressione.
Per evitare questa fonte d'incidenti, alcuni sistemi sono dotati di frizione, dove il sistema non è più collegato al motore, evitando in tal modo questo fenomeno.
- I sistemi meccanici possono sempre avviare il mezzo, qualunque sia la condizione della batteria.
- I sistemi meccanici sono più economici e più leggeri dell'avviamento elettrico.

L'avviamento a pedale nei motori più grandi richiede una tecnica d'esecuzione in quanto altrimenti potrebbe vanificare qualsiasi tentativo d'avviamento, rendendolo estremamente dispendioso d'energia e potenzialmente deleterio per la salute del guidatore, la tecnica prevede di portare il motore monocilindrico al punto morto superiore (PMS), nel caso di pluricilindrici è necessario portare uno dei pistoni al PMS, far ritornare la pedivella e dare un calcio deciso.
L'impianto d'avviamento elettrico risulta essere praticamente l'unico modo per l'avvio di un'auto e in molti casi anche di un motociclo, il motivo per cui alcuni di tali motociclette non adoperano l'avviamento elettrico o comunque lo adoperano assieme a un sistema d'avviamento a pedale è per i seguenti motivi:
- La batteria si può scaricare, la batteria si può scaricare per vari motivi, che vanno dalla più semplice dimenticanza di una luce accesa, fino a una lieve dispersione a massa, in questo caso è sufficiente collegare un'altra batteria (generalmente di un altro veicolo, in tal caso lasciare il motore di questo acceso in modo che carichi la propria batteria) in parallelo tramite dei cavetti per batteria e lasciare caricare per qualche secondo/minuto a seconda se si avvia con la seconda batteria in parallelo o senza di essa.
- La batteria si può interrompere, l'interruzione della batteria può avvenire praticamente da un momento all'altro, impedendo l'avvio del mezzo, con l'ausili dei cavetti per batterie mettendo in collegamento con una batteria carica, si noterà l'assenza delle scintille nella fase finale del collegamento, dovuta all'interruzione e all'impossibilità di caricare la batteria, costringendo ad usare la batteria che fa da ponte o alla sostituzione immediata.
- I collegamenti elettrici si possono rovinare, problema che può presentarsi con una lunga vita del mezzo o per eventuale manomissione, dato che comunque i collegamenti vengono protetti.
- il motorino elettrico può rovinarsi, tale evenienza è molto rara dato che il motorino viene studiato in modo che qualunque sia il suo utilizzo questo non vada incontro a surriscaldamento e al suo inutilizzo, inoltre viene molto ben protetto da eventuali urti e generalmente posizionato in un punto protetto.

## Alternative
In alternativa all'impianto d'avviamento si può usare:

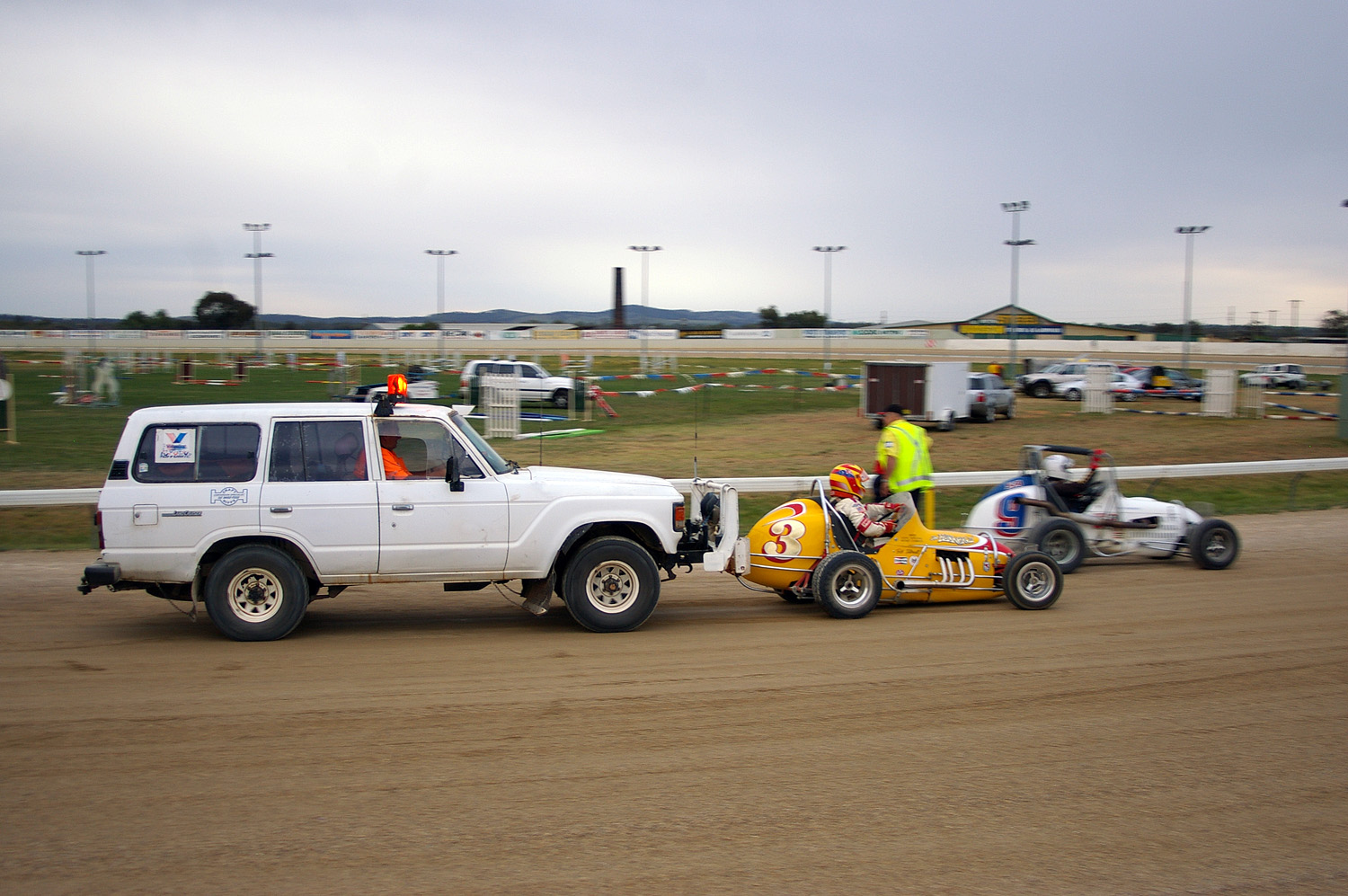
La Honker II, ossia un'auto da corsa midget, viene avviata a spinta (da un SUV) al 144th Wagga Wagga Show.

- Avviamento a spinta il motore messo in collegamento con la ruota (o le ruote, su veicoli che ne hanno più di due) di trazione, tramite l'inserimento della marcia del cambio viene fatto ruotare e avviare facendo forza sulla ruota motrice in modo da farla ruotare nel senso di marcia (in parole povere: spingendo il veicolo, a mano, o "tamponandolo" delicatamente con un altro veicolo);
- Avviatore esterno il sistema usato per avviare il motore non è montato sul mezzo, ma è esterno a esso, questo può o agire sulla ruota motrice o collegarsi direttamente al cambio o al motore.